# بيركهولدرية تايلاندية
بيركهولدرية تايلاندية (الاسم العلمي: Burkholderia thailandensis) هي نوع من البكتيريا، سلبية الغرام، تتبع جنس البيركهولدرية.